# Aspicarpa glazioviana
Aspicarpa glazioviana är en tvåhjärtbladig växtart som först beskrevs av Franz Josef Niedenzu, och fick sitt nu gällande namn av Emil Hassler. Aspicarpa glazioviana ingår i släktet Aspicarpa och familjen Malpighiaceae. Inga underarter finns listade i Catalogue of Life.